# Флаг Реюньона
Флаг Реюньона — неофициальный символ острова Реюньон, французского владения.
Хотя федеральный период установил несколько флагов французской метрополии, Реюньон не имеет отдельного официального флага.
Для Реюньона разработаны несколько проектов флага, один из которых был предложен ассоциацией вексиллологов Реюньона в 2003 году. На нём изображён вулкан Питон-де-ла-Фурнез на Реюньоне, украшенный исходящими лучами солнца. У независимых и националистов Реюньона также есть свой флаг (зеленый, желтый, красный), созданный в 1986 году.
Флаг включен во многие версии эмодзи.

Проект флага Реюньона
Проект флага Реюньона разработанный ассоциацией вексиллологов Реюньона
Проект флага Реюньона
Проект флага Реюньона